# Warren Bondo
Warren Pierre Bondo (ur. 15 września 2003 w Évry) – francuski piłkarz występujący na pozycji pomocnika we włoskim klubie A.C. Milan.
Jego ojciec pochodzi z Demokratycznej Republiki Konga, a matka z Republiki Konga. 